# Döria
Döria es una formación musical española de hard rock y heavy metal originaria de Barcelona (Cataluña). Formada a principios del año 2010 por el vocalista Martí Dòria y compuesta actualmente por los guitarristas Víctor Vázquez y Laura Moral, el bajista Lluís Ripollés y el batería Pep Rovira. Su estilo oscila desde el hard rock más ochentero al metal más moderno, y han sido considerados desde su primera maqueta como una de las bandas con más futuro del panorama español. 

## Historia
A finales de 2009, tras una reunión con excompañeros de antiguas formaciones, Martí Dòria decide iniciar su propio proyecto musical. A las pocas semanas Samuel Sánchez (guitarra), Miquel Garcés (batería) y Lluís Ripollés (bajo) forman el primer esqueleto de la banda. No es hasta principios de 2010, cuando se incorpora Víctor Vázquez como segundo guitarrista, que completan la formación original.
Es con esta formación con la que graban su primera y única maqueta durante el verano de 2010 bajo el nombre "Pensavientos", que incluiría los temas "Luz Roja", "Por Si Sirve De Algo", "Sweeney Todd", "Si Te Vas" y "Ciudad Esperanza". Pocas semanas después, empiezan a llegar críticas alabando la calidad musical y el prometedor futuro de la banda, incluyendo reseñas en medios de gran prestigio como la revista Heavy Rock escrita por el reputado Mariano Muniesa .
Después de la avalancha de menciones y reseñas, la banda decide aventurarse en lo que sería la grabación de su álbum debut "Despertar". Pero antes se vieron obligados a reemplazar las salidas de Samuel Sánchez y Miquel Garcés de la banda. Tras unos meses de pruebas, Laura Moral como guitarrista y Pep Rovira como batería pasan a formar parte de la banda en su formación actual.

### Despertar (2011)
En junio de 2011 entran a grabar en los Radish Récords de Tarragona "Despertar". El disco incluye las canciones que dieron tan buen resultado en la maqueta, grabadas de nuevo en calidad profesional, además de las nuevas composiciones "Nueva Vida", "Despierta", "Caperucita Feroz", "Carta al Barquero", "Amanecer", y "Pensavientos"
El 20 de octubre de 2011 realizan una presentación para medios especializados en los Home Digital Systems de Barcelona  y las excelentes críticas no tardaron en llegar. En ellas se destaca la variedad, la calidad y la profesionalidad del que muchos catalogan como uno de los mejores discos del año y la sorpresa revelación de los últimos años.  
La gira de presentación del disco les lleva a realizar actuaciones por toda la geografía española, realizando más de 30 conciertos en 20 ciudades diferentes, siendo una de las bandas del país con más actividad de la actualidad. Esta gira les ha llevado a compartir escenario con bandas de la talla de Helloween, Los Suaves, Freedom Call, Saratoga, Hamlet, Obús, Koma, Leo Jiménez, etc. además de participar en festivales como el Rock Arena, Luarca Metal Fest, Barcelona Harley Days o las fiestas de San Mateo de Oviedo.

### Golpea otra vez (2013)
Posteriormente la banda presentó su segundo disco de estudio, "Golpea otra vez", grabado en los EC Estudios de Lugo y bajo la producción del conocido guitarrista José Rubio (ex-WarCry). El disco, vio la luz en diciembre de 2013, el tracklist viene compuesto por 10 temas originales y una versión acústica inédita del tema "Pensavientos".

### Mom3ntum (2016)
Tras una etapa muy complicada, con la salida de Laura Moral y la entrada de Juan Martín a la guitarra, la banda consigue desligarse de su relación con la discográfica que les ha tenido prácticamente parados durante los dos últimos años y, volviendo a la fórmula de la autoedición que tan bien les funcionó con “Despertar”, editan su tercer disco; “Momentum”, producido por Israel Ramos (Alquímia, Amadeüs) y grabado en los Wheel Sound Studios de Txose Ruiz durante verano de 2015.
El disco está compuesto por 9 temas originales y una versión en catalán de “Bajo la nieve”, tema de su segundo disco.
En él se encuentra el grado de madurez obtenido durante estos años de experiencia, así como la influencia de la gran labor de producción de Israel Ramos, haciendo de Momentum un paso adelante a nivel compositivo, de producción y de sonido de la banda.
Empiezan esta nueva etapa trabajando con la agencia Sobry Music para lograr el empuje que les lleve al siguiente nivel.

## Videoclip Caperucita Feroz
Tras la grabación del "Despertar", la banda se embarcó en el proyecto de grabación de su primer videoclip, sobre la canción "Caperucita Feroz".
Para ello contaron con la interpretación como Caperucita de la actriz barcelonesa de cine para adultos Silvia Rubí, y la dirección y edición de Proddigi Films. Grabado el 15 y 16 de octubre de 2011 en el Orfeó de Vic, contó con la participación de más de 100 extras.
A las pocas horas del estreno en el portal de YouTube, fue censurado y su vídeo retirado, debido a lo que se consideraba infracción de uso por escenas con Contenido Sexual Explícito.
La banda buscó un nuevo servidor donde alojar el vídeo sin censura, y en Vimeo pasó a convertirse en un éxito de público, llegando a las 8.000 en muy pocos días. Y volvieron a subir el videoclip autocensurado a Youtube.
- Videoclip Caperucita Feroz - SIN CENSURA en Vimeo

Videoclip Caperucita Feroz en Youtube CON CENSURA

## Miembros
- Martí Dòria - Voz
- Víctor Vázquez - Guitarra
- Juan Martín - Guitarra
- Lluís Ripollés - Bajo
- Pep Rovira - Batería

## Exmiembros
- Laura Moral - 2010-2015
- Samuel Sánchez (2010)
- Miquel Garcés (2010)

## Premios, Logros y Menciones
- Despertar elegido como uno de los mejores discos mundiales del año según la web TheMetalCircus
- Despertar considerado como 2.º mejor disco del año según la web RocktheBestMusic
- El videoclip de "Caperucita Feroz" elegido como el mejor videoclip nacional del año según los lectores de TheDrinkTim.es
- Videoclip de "Caperucita Feroz" considerado como uno de los mejores videoclips del año según la web RocktheBestMusic
- Despertar, Martí Dòria y el videoclip Caperucita Feroz considerados como uno de los mejores discos, revelación y videoclip nacionales del año según la web SatanArise
- Despertar elegido como tercer mejor disco del año según el programa "Diario de un Metalhead"
- Despertar elegido como 6.º mejor disco del año según el programa "Dskalabra2"
- Despertar elegido como uno de los 3 mejores discos nacionales del año y entre los 20 mejores internacionales según el programa "El vuelo nocturno" de Los 40 principales León.
- Despertar, Caperucita Feroz y Döria elegidos respectivamente como uno de los mejores discos, videoclips y banda revelación nacional del año por el Staff de RafaBasa
- El videoclip de "Caperucita Feroz" elegido como el mejor videoclip nacional del año según los lectores de MetalCry